# Чернявский, Николай Родионович
Николай Родионович Чернявский (1840? — не ранее 1907) — Санкт-Петербургский почт-директор, тайный советник.

## Биография
Родился в семье Родиона Ивановича Чернявского (1800—16.07.1867); мать — Шарлотта, урождённая Грамберг, брак с которой был заключён 7 июня 1826 года.
Окончив в 1862 году юридический факультет Санкт-Петербургского университета кандидат по разряду юридических наук, в сентябре того же года он поступил на службу; с 3 января 1869 года — в ведомстве Министерства внутренних дел. Был произведён в действительные статские советники 30 августа 1879 года, в тайные советники — 1 января 1890 года.
Занимал должность Санкт-Петербургского почт-директора. С 7 марта 1903 года был членом Совета министра внутренних дел. Когда на должности почт-директора его сменил Ермолай Николаевич Чаплин, современники отмечали исключительную вежливость прежнего директора и относительную скромность: Чернявский занимал квартиру в 17 комнат, а новый пожелал иметь 31 комнату.
Чернявский был почётным членом попечительства Императорского человеколюбивого общества, старостой Церкви Св. Двунадесяти Апостол при Главном управлении почт и телеграфов.
Последнее упоминание в ведомстве министра внутренних дел относится к 1 маю 1907 года.

## Награды
российские
- орден Св. Владимира 3-й ст. (1883)
- орден Св. Станислава 1-й ст. (1887)
- орден Св. Анны 1-й ст. (1894)
- орден Св. Владимира 2-й ст. (1900)

иностранные
- персидский орден Льва и Солнца 1-й ст. (1887)
- бухарский орден Золотой Звезды 1-й ст.
- большой крест австрийского ордена Франца-Иосифа 1-й ст.
- командорский крест французского ордена Почетного Легиона
- французский орден Nicha il Anonaz 1-й ст. со звездой
- прусский орден Короны 1-й ст.
- румынский орден Короны 1-й ст.
- китайский орден Двойного дракона 2-го кл. 3-й ст. со звездой
- болгарский орден «За гражданские заслуги» 1-й ст. со звездой.

## Семья
Коллежский секретарь Николай Родионович Чернявский 1 ноября 1864 года в церкви Св. апостола Никанора при Доме призрения малолетних бедных венчался с дочерью потомственного почётного гражданина Натальей Ивановной Шичикиной. За женой в Псковской губернии числилось имение в 1285 десятин земли.
Их дочь, Мария (22.01.1873—?) была замужем за Александром Васильевичем Лядовым.